# Crytek Frankfurt
Crytek Frankfurt is een Duits computerspelontwikkelaar gevestigd in Frankfurt am Main. Het was de eerste ontwikkelstudio van Crytek. 
In 1999 werd het bedrijf opgericht in Coburg, nog niet afgescheiden met het moederbedrijf. In 2006 verhuisde Crytek naar Frankfurt am Main, waar de ontwikkelstudio een andere naam kreeg dan de uitgever.

## Ontwikkelde spellen
| Release | Titel                           | Platform                         | Uitgever                               | Noot                           |
| ------- | ------------------------------- | -------------------------------- | -------------------------------------- | ------------------------------ |
| 2004    | Far Cry                         | Windows                          | Ubisoft                                |                                |
| 2007    | Crysis                          | PlayStation 3, Windows, Xbox 360 | Electronic Arts                        |                                |
| 2011    | Crysis 2                        | PlayStation 3, Windows, Xbox 360 | Electronic Arts                        | Mede-ontwikkeld door Crytek UK |
| 2013    | Crysis 3                        | PlayStation 3, Windows, Xbox 360 | Electronic Arts                        | Mede-ontwikkeld door Crytek UK |
| 2013    | Ryse: Son of Rome               | Windows, Xbox One                | Crytek, Deep Silver, Microsoft Studios |                                |
| 2016    | HUNT: Horrors of the Gilded Age | PlayStation 4, Windows, Xbox One | Crytek                                 |                                |
| NNB     | Robinson: The Journey           | PlayStation VR                   | Sony Interactive Entertainment         |                                |